# أنايتز أربيا
أنايتز أربيا زابالا (بالإسبانية:Anaitz Arbilla Zabala ؛ المولود 15 مايو 1987) هو لاعب كرة قدم إسباني يلعب حاليًا مع نادي إسبانيول الإسباني كظهير أيمن.

## روابط خارجية
- أنايتز أربيا على موقع قاعدة بيانات كرة القدم.إي يو (الإنجليزية)
- أنايتز أربيا على موقع Soccerbase.com (لاعب) (الإنجليزية)
- أنايتز أربيا على موقع Soccerway.com (الإنجليزية)
- أنايتز أربيا على موقع عالم كرة القدم.نت (الإنجليزية)
- أنايتز أربيا على موقع AS.com (الإسبانية)